# Paul Roma
Paul Centopani (nacido el 29 de abril de 1960) es un luchador profesional retirado estadounidense , más conocido como Paul Roma. Es mejor conocido por sus apariciones en la World Wrestling Federation y World Championship Wrestling entre 1984 y 1995.

## Carrera de lucha libre profesional

### World Wrestling Federation (1984-1993)
Centopani fue entrenado para luchar por Tony Altomare . Hizo su debut en la lucha profesional el 17 de diciembre de 1984 con la World Wrestling Federation en una grabación de WWF All American Wrestling en Poughkeepsie, Nueva York , haciendo equipo con Salvatore Bellomo en una derrota ante los Tag Team Champions Adrian Adonis y Dick Murdoch . 
Roma comenzó a luchar regularmente para la WWF, y su primera victoria sería en un show en casa el 5 de febrero de 1985 contra Steve Lombardi en Brooklyn, Nueva York. Su primera victoria televisada sería el 25 de mayo en el Philadelphia Spectrum , donde derrotó a otro luchador preliminar, Johnny Rodz . Durante los siguientes dos años, Roma aparecería como un luchador preliminar , pero lentamente comenzó a acumular victorias mientras luchaba en el último peldaño de la promoción, derrotando talentos como AJ Petrucci, Joe Mirto, Steve Lombardi , Tiger Chung Lee , Frenchy Martin y " El duque de Dorchester "Pete Dougherty. En el verano de 1986 formó un equipo de etiqueta de corta duración con SD "Special Delivery" Jones y ganó una serie de encuentros de espectáculos con The Moondogs . A pesar de continuar perdiendo en partidos de equipo en la televisión, Roma entró en 1987 en una buena racha general, derrotando a los luchadores preliminares Randy Colley , Steve Lombardi y Frenchy Martin para irse 10-0-1 en partidos de show de casa entre enero y marzo de 1987. 
Roma luchó principalmente como una cara durante este tiempo, y a pesar de tener éxito sobre otros luchadores preliminares, todavía mantendría las derrotas de superestrellas más establecidas en el momento como Bret "Hitman" Hart , "Macho Man" Randy Savage y Ace Cowboy Bob Orton tanto en programas de televisión como en eventos no televisados.
Roma se asoció con el luchador preliminar Jim Powers en lo que al principio parecía ser un emparejamiento único el 21 de marzo de 1987 en una grabación de Superestrellas de WWF en Las Vegas, Nevada. Perdiendo por la demolición ( Axe y Smash ), Roma & Powers también perdieron partidos televisados ante The New Dream Team ( Greg "The Hammer" Valentine y Dino Bravo ) (22 de marzo) y "The Natural" Butch Reed , The Iron Sheik y Nikolai Volkoff (23 de abril). Finalmente, un poco de éxito llegó en una grabación de Superestrellas de WWF el 24 de abril cuando los dos se unieron con Tito Santana en un esfuerzo ganador contra Bob Orton, Don Muraco y Tiger Chung Lee. Poco después, Roma y Powers comenzaron a formar equipo en el circuito de espectáculos de la casa, perdiendo ante Demolition y derrotando al equipo preliminar The Shadows ( Randy Colley y Jose Luis Rivera ). Mientras tanto, en televisión, Roma & Powers nuevamente perdió contra Demolition en mayo en WWF Superstars , seguido de una derrota ante el Dream Team en Wrestling Challenge . Según los romaníes y los poderes, se unieron por su físico y porque eran bastante similares en constitución y atletismo en general.
La primera significativa del equipo se produjo en una gran victoria sobre Bob Orton y Don Muraco en el Madison Square Garden el 18 de mayo. El partido se transmitió en Prime Time Wrestling a finales de ese mes. Roma & Powers siguió esto con victorias televisadas sobre The Shadows en junio. Su impulso se aplastó rápidamente cuando el dúo se unió con Mario Mancini y Don Driggers en una derrota de un partido de squash el 20 de junio ante la recién formada Familia Heenan ( King Kong Bundy , Big John Studd , King Harley Race y Paul Orndorff ). Durante los próximos dos meses, Roma y las potencias lucharíanLos isleños ( Haku y Tama ) en espectáculos de la casa, donde estaban sin victorias.
La primera gran oportunidad del equipo se produjo el 8 de agosto de 1987 cuando se enfrentaron a los Campeones de Parejas de la WWF The Hart Foundation (Bret Hart y Jim "The Anvil" Neidhart ) en un combate sin título. Roma y Powers lograron una tremenda victoria molesta en una victoria invertida. El Sr. T supuestamente fue planeado para ser su gerente, pero estos planes nunca se materializaron. 
La victoria fue el comienzo de un impulso para el equipo, que pronto comenzó a ganar múltiples encuentros con Muraco y Orton en el circuito de espectáculos de la casa cuando se cerró el verano. Otra gran victoria molesta se produjo el 20 de agosto cuando volcaron a Kamala y Sika a través de un conteo en las Superestrellas de WWF . El 30 de agosto derrotaron nuevamente a The Hart Foundation, esta vez por descalificación en un partido en Prime Time . Mientras tanto, en el circuito de espectáculos de la casa, el equipo ganó varios encuentros con The New Dream Team.
Ese otoño, la pareja de romaníes y potencias finalmente recibió un apodo oficial, The Young Stallions . El equipo aparentemente recibió su nombre por accidente cuando el comentarista de juego por juego (y propietario de WWF) Vince McMahon se refirió a ellos una vez como "un par de sementales jóvenes", nombrando así al equipo. Los Sementales pronto adquirirían la música destinada a la Fundación Hart, "Crank it Up", y entraron en una breve pelea con los Campeones del Equipo de Etiqueta de WWF. Los Sementales recibieron su primer enfrentamiento del Evento Principal del sábado por la noche , donde cayeron por estrecho margen ante The Hart Foundation en un gran partido que se emitió el 3 de octubre.. Esto hizo poco para detener el impulso que ahora tenía el equipo, y Roma y Powers lograron la mayor victoria de sus carreras cuando se convirtieron en uno de los dos únicos equipos sobrevivientes junto a The Killer Bees ( "Brincando" Jim Brunzell y B. Brian Blair ) en el partido del equipo de eliminación en el primer pago anual de Survivor Series el 26 de noviembre de 1987, eliminando al equipo New Dream Team durante el transcurso del partido. 
El 26 de diciembre de 1987, los Sementales debían enfrentarse a The Hart Foundation en Buffalo, Nueva York. Neidhart no apareció en el evento, y el partido se cambió a un partido individual entre Powers y Bret "Hitman" Hart. Esa noche, Powers se molestó considerablemente cuando cubrió al futuro Campeón Mundial de la WWF . Después del partido, Hart se quejó de que la pérdida fue una casualidad y se ofreció a enfrentarse a Paul Roma. Otro partido siguió, y Roma también cubrió a Hart. 
El éxito de los Sementales tuvo un pequeño éxito en el Royal Rumble de 1988 , donde Roma y Powers perdieron el mejor partido de tres caídas contra The Islanders en dos caídas consecutivas. A pesar de esto, Roma & Powers continuó disfrutando el éxito ese invierno, ganando encuentros de shows en casa con Los bolcheviques (Nikolai Volkhoff y Boris Zhukov ), Los alaskanos (Dave Wagner y Rick Renslow) y Los conquistadores . Este último tuvo muchos partidos en el Boston Garden original . El 3 de marzo de 1988, casi un año después de su encuentro inicial, Roma y Powers se enfrentaron nuevamente a Demolition (Axe ahora con Barry Darsow como Smash) en Prime Time Wrestling. Esta vez el partido estuvo mucho más cerca, con Demolition ganando. Los equipos se enfrentarían más tarde en un partido de exhibición en casa en Lugano , Suiza , el 1 de abril, con los Sementales logrando una gran victoria.
Sin embargo, el propietario de WWF, Vince McMahon, pareció perder interés en la idea de impulsar al equipo. Esto puede deberse, en parte, al hecho de que Powers y Roma no se llevaban bien detrás de la cortina. En entrevistas posteriores, Roma llamó a Powers difícil de trabajar. Los sementales perdieron partidos de shows en casa con The Rougeau Brothers ( Jacques y Raymond ) en mayo, luego dejaron múltiples encuentros con los bolcheviques al mes siguiente. Roma y Powers incluso perdieron contra The Conquistadors en un show en Warwick , Rhode Islandel 3 de julio, y al final del verano había perdido todo impulso, perdiendo múltiples encuentros con The Killer Bees. El equipo que había conmocionado al mundo menos de un año antes, ahora estaba desprovisto de empuje, y fue forraje para los Brain Busters ( Arn Anderson y Tully Blanchard ) en el otoño. Un año después de ganar la serie inaugural Survivor, The Young Stallions se encontraron como el segundo equipo eliminado en el evento de 1988 .
Cuando los Young Stallions entraron cojeando en 1989 casi al final de las filas del equipo de etiqueta, Paul Roma nuevamente comenzó a competir en la competencia de singles. Derrotó al Rey Haku y al "Ravashing" Rick Rude por descalificación en espectáculos de la casa en enero de 1989 en noches sucesivas, y también obtuvo múltiples victorias pinfall sobre Boris Zukhov, Barry Horowitz y Iron Mike Sharpe . La formación de equipos de los Young Stallions se hizo menos frecuente, y después de varias derrotas ante The Twin Towers ( Akeem y Big Boss Man).) en enero, los Sementales no se vieron juntos hasta una victoria en el Madison Square Garden el 18 de marzo contra The Conquistadors, seguida de una victoria en el Boston Garden la noche siguiente. Los Sementales derrotaron a Boris Zukhov y Barry Horowitz el 19 de junio y perdieron ante The Powers of Pain ( The Warlord y The Barbarian ) el 7 de agosto, ambas veces en Prime Time Wrestling . Sin un anuncio oficial o un ángulo para poner fin a la asociación, Roma y Powers se separaron, compitiendo en la división de solteros.
Aunque tuvo éxito contra la competencia de nivel inferior en la primera mitad de 1989 cuando no competía en la acción del equipo de etiqueta, el impulso de Paul Roma se estancó después de la disolución de The Young Stallions. Se encontró en el extremo perdedor de múltiples encuentros con The Genius y The Widowmaker en los shows de la casa. Ahora en la posición de un abridor de cartas de alto nivel, Roma continuó ganando numerosos partidos con Boris Zukhov, Barry Horowitz y otros, pero no pudo subir la carta. Derrotó a Zukhov en un combate oscuro en la Serie Survivor de 1989 , y también cubrió a Steve Lombardi en combates oscuros en Royal Rumble y WrestleMania VI . Victorias televisadas sobre Buddy Rosey Zukhov lo siguió en la primavera de 1990, aunque sufrió derrotas ante "The Model" Rick Martel , Bad News Brown y "The Million Dollar Man" Ted DiBiase .
Sería en la acción del equipo de etiqueta que Paul Roma experimentaría una vez más un resurgimiento profesional. El 14 de mayo de 1990, en Prime Time Wrestling Roma se unió a Hércules Hernández por primera vez, derrotando a Ken Johnson y Buddy Rose. Al principio, esto parecía un emparejamiento único, pero jugó en una historia importante el mes siguiente. El 18 de junio en horario estelar, Hércules fue derrotado por Rick Martel. Después del partido, Martel roció "Arrogancia" en la cara de Hércules, y Roma salió a salvar. El 21 de julio en WWF Superstars , Roma fue derrotada por Dino Bravo. Después de la pérdida The Rockers ( Shawn Michaels y Marty Jannetty) salió a ayudar a Roma, pero terminó en un enfrentamiento con él. Hércules llegó al ring y luego procedió a atacar a Michaels y Jannetty. Roma y Hércules se convirtieron en un equipo oficial de talón, Power and Glory , administrado por Slick . Roma dijo que a Hernández ni siquiera le gustaba cuando se conocieron, pero que su asociación se convirtió en una relación de hermano a hermano. 
Tras el emparejamiento inicial, Roma tuvo la oportunidad de enfrentarse a su antiguo compañero, Jim Powers, después de un año y medio de su separación como equipo. Powers en ese momento, también estaba ocasionalmente haciendo equipo con Jim Brunzell. Roma y Hernández tomaron la delantera en la pelea de corta duración al derrotar a Powers y Brunzell en un combate oscuro, episodio de Prime Time Wrestling después de que Roma y Hércules aplicaron su finalizador el Power-Plexa Brunzell, y terminando con Roma cubriendo a Brunzell a partir de entonces. También se enfrentó a Powers en la competencia de solteros en varios shows de house en agosto de 1990. La última vez que Roma y Powers se enfrentarían sería en un show de house a finales de 1990, ya que Powers se unió a Marty Jannetty como reemplazo de Jannetty's. El socio original, Shawn Michaels, que se tomaba un tiempo libre para curar una lesión, una vez más, Power & Glory se impuso mientras Powers y Jannetty fueron derrotados. Power & Glory rápidamente se mudó a una pelea de alto perfil con The Rockers. Power and Glory se enfrentó con los Rockers en SummerSlam 1990 con Marty Jannetty obligado a luchar por su cuenta después de Power and Glory ( kayfabe) se lesionó la rodilla de Shawn Michaels antes del partido (esta fue una excusa de la historia para darle a Michaels algo de tiempo libre para curar una lesión previamente sufrida). Una vez que Michaels regresó, la pelea continuó, con los dos equipos en lados opuestos en la Serie Survivor , con Power y Glory una vez más como vencedores. 
Power & Glory luego desafió a WWF Tag Team Champions The Hart Foundation, pero nunca ganó el oro. También desafiaron a The Rockers durante la breve carrera de este último como campeones (que se borró de los libros de récords cuando se invirtió el título de los Rockers sobre la Fundación Hart) [12] La desgracia de Power & Glory continuó en WrestleMania VII [13] donde perdieron contra The Legion of Doom ( Animal and Hawk ) en menos de un minuto. En una entrevista de rodaje, Roma admitió que la pérdida rápida fue idea suya, ya que estaba lidiando con una lesión persistente en el codo y apenas podía mover el brazo, incluso usando una almohadilla grande para protegerlo.
Roma apareció en numerosos partidos televisados de singles en el verano de 1991, incluso contra Davey Boy Smith , Virgil , Bret Hart y Ricky Steamboat. Power y Glory se unieron con el otro cargo de Slick, The Warlord, para una serie de 6 combates de equipo de etiqueta.
Su última salida de pago por evento se produjo cuando se unieron con The Warlord para enfrentar a Ricky "The Dragon" Steamboat, "The Texas Tornado" Kerry Von Erich y Davey Boy Smith en SummerSlam 1991 en un esfuerzo por perder. En uno de sus últimos partidos grabados juntos como equipo, perdieron ante la Legion of Doom en el Royal Albert Hall en Londres , Inglaterra . El último combate de Roma en la WWF llegó más tarde en esa gira, cuando Power & Glory fueron derrotados por The Rockers en París , Francia , el 9 de octubre. Roma abandonó la Federación, mientras que Hércules permanecería con la compañía durante unos meses antes de partir. bien.
Según Roma, Bret Hart le dijo que Power and Glory "eran el mejor equipo de etiqueta que jamás haya visto".

### World Championship Wrestling (1993-1995)
En 1993, Paul Roma firmó un contrato con World Championship Wrestling (WCW) y se convirtió en parte de los Cuatro Jinetes junto a "Nature Boy" Ric Flair y Arn Anderson. Ric Flair había regresado de WWF a principios de 1993 para reunirse con WCW, prometiendo una reunión de jinetes en Slamboree . Roma y Anderson se unieron y ganaron el Campeonato Mundial por Parejas WCW de "Stunning" Steve Austin y "Lord" Steven Regal (quien estaba sustituyendo a un Brian Pillman lesionado ). Roma y Anderson se aferraron a los títulos durante poco más de un mes antes de perderlo ante The Nasty Boys ( Brian Knobbsy Jerry Sags ). 
Después del Battlebowl de pago por evento de WCW de 1993 , Roma y Anderson se enfrentaron al equipo semi-regular de "Mr. Wonderful" Paul Orndorff y "Stunning" Steve Austin en WCW Saturday Night , ya que la alianza de Orndorff con Harley Race y Yoshi Kwan había fallado sacarlos a los dos. Durante el partido, Roma actuó muy indiferente ante su compañero de equipo sembrando las semillas para su turno de tacón. Luego, Roma se unió con Erik Watts para enfrentarse al equipo de Orndorff y Austin una vez más, esta vez Roma dio un paso más y atacó a Erik Watts antes de anunciar que ahora se estaba asociando con Orndorff.
Cuando se lanzó el video de WWE que destacaba a los Cuatro Jinetes, Triple H cuestionó la inclusión de Roma en el grupo de élite World Championship Wrestling en 1993, y se refirió despectivamente a él como un "hombre de trabajo de WWE". Roma respondió criticando a Triple H por salir adelante casándose con la hija de Vince McMahon, Stephanie . 
Bajo la tutela del mánager Masked Assassin, el equipo rápidamente comenzó a trabajar bien en una pelea con Marcus Alexander Bagwell y 2 Cold Scorpio . Después de unos meses como equipo, atacaron a los campeones mundiales de la WCW World Cactus Jack y Kevin Sullivan . Al entrar en Bash at the Beach 1994 Pretty Wonderful tenía la ventaja de que ambos campeones sufrían lesiones infligidas por los retadores en ocasiones anteriores (o eso decía la historia). Cactus Jack y Kevin Sullivan no pudieron contener a Roma y Orndorff cuando Pretty Wonderful dejó el anillo con el oro. Después de ganar los títulos, Pretty Wonderful fue inmediatamente desafiado por los Nasty Boys, pero los Nasty Boys nunca pudieron quitarles el oro a los campeones. Luego, Pretty Wonderful fueron desafiados por el dúo de Stars and Stripes (Marcus Alexander Bagwell y The Patriot ) en Fall Brawl . Los campeones retuvieron pero una semana después el campeonato cambió de manos cuando Stars and Stripes obtuvo el 1-2-3. Pretty Wonderful recibió una revancha contra los nuevos campeones con un partido reservado para Halloween Havoc , Pretty Wonderful recuperó los títulos cuando Roma dejó caer un codo de la cuerda superior sobre Bagwell, que tenía a Orndorff atrapado en un suplex de pescador, pero el árbitro se dio la vuelta.
En Choque de Campeones XXIX , a Stars and Stripes se les otorgó una oportunidad final en los títulos de equipo de etiqueta, pero los retadores también tuvieron que poner la máscara de Patriot en la línea, si perdían se desenmascararía. Después de un controvertido final de doble pin, Stars and Stripes fueron declarados ganadores y, por lo tanto, los campeones pusieron fin a la segunda y última carrera de Pretty Wonderful con el oro. Después de la pérdida, Roma y Orndorff se separaron, luchando en partidos individuales. Paul Roma se le pidió para ayudar a hacer la WCW recién llegado Alex Wright se ve bien en SuperBrawl V. Roma dominó a Wright durante la mayor parte del partido, pero Wright pudo anotar la victoria sorpresiva por pinfall al final del partido. Roma se encontraría en la caseta de la gerencia de WCW por quejarse de tener que trabajar con Alex Wright, según Pro Wrestling Torch . Roma continuó apareciendo en WCW, haciendo equipo con Paul Orndorff dos noches después en un esfuerzo por perder contra Dustin Rhodes y Johnny B Badd en una grabación de WCW Pro . Perdería múltiples encuentros de shows en casa con Alex Wright para cerrar el mes. Su último partido fue la derrota ante Brian Pillman en la WCW Saturday Night el 8 de marzo de 1995 (emitido el 10 de abril). Fue liberado como parte de un esfuerzo de WCW para reducir su presupuesto de talento en marzo de 1995, junto con Dustin Rhodes y Barry Darsow.

### Carrera posterior (1995–1998, 2006)
A finales de 1995, después de dejar WCW, se unió a la Asociación de Lucha Libre , ganando el Campeonato Mundial de Peso Mediano de la promoción al derrotar a Franz Schumann y perdiéndolo ante Fit Finlay el mes siguiente. Intentó regresar a WWF en diciembre de 1997 junto con un estudiante del Sr. Fuji llamado Alex Roma. Lucharon solo un partido oscuro, en una grabación de Monday Night Raw . Roma también ganó un partido individual en la misma grabación, derrotando a Nick Barberry. [24] Nunca se les ofreció ningún contrato, y Roma se retiró en 1998 para centrarse en el negocio del culturismo y la lucha libre.
En 2006, Roma reapareció en la escena de la lucha libre cuando fue nombrado comisionado de la ya desaparecida promoción independiente, Connecticut Championship Wrestling. También tuvo una reunión "bastante maravillosa" con Paul Orndorff en Connecticut Championship Wrestling. Desde entonces, Roma ha estado compitiendo en la promoción de lucha libre IAW (Asociación Independiente de Lucha Libre). Roma ganó el IAW Heavyweight Championship, después de vencer a Brian Costello (también conocido como The Crippler), el 8 de julio de 2006 en IAW Clash at the Cove VIII, en South Bend, IN . Finalmente perdió el título de The Crippler el 24 de marzo de 2007 en IAW Clash en la CAVE II (celebrada en el gimnasio de Mishawaka High School en Mishawaka, Indiana) después de recibir a un piledriver en una silla, detrás del árbitro especial Brandon Trtan, quien fue atacado y noqueado del ring por Roma.

## Carrera de boxeo
Después de dejar la Federación Mundial de Lucha Libre en 1991, Roma recurrió al boxeo profesional, compitiendo con Paul Roma, ya que era el nombre que creía que tenía el mayor factor de reconocimiento. Tenía un total de tres combates de boxeo profesionales. En su partido debut el 6 de marzo de 1992, Roma perdió por TKO en la cuarta ronda ante un luchador llamado Jerry Arentzen, cuando su entrenador tiró la toalla. La victoria fue una de las dos victorias de Arentzen en 22 partidos. El 1 de abril de 1992 derrotó a Norman Fortini y luego el 5 de mayo de 1992 luchó y derrotó a Norman Shrink, esto fue tanto de Fortini como de Shrink Único combate de boxeo profesional. Después de la tercera pelea, Roma dejó de boxear y regresó a la lucha profesional en el circuito independiente al principio, y luego a WCW.

## Campeonatos y logros
- Catch Wrestling Association
  - CWA World Middleweight Championship (1 vez)

- Independent Association of Wrestling
  - IAW Heavyweight Championship (3 veces)
  - IAW Tag Team Championship (3 veces) - con Repo Man (1), Hercules (1), & Alex Roma (1)

- Pro Wrestling Illustrated
  - PWI lo clasificó #434 de los 500 mejores luchadores individuales durante los "Años PWI" en 2003.
  - PWI Luchador más mejorado del año (1990))

- World Championship Wrestling
  - NWA World Tag Team Championship (1 vez) - con Arn Anderson
  - WCW World Tag Team Championship (3 veces) - con Arn Anderson (1) & Paul Orndorff (2)